# Pixhaier Teich

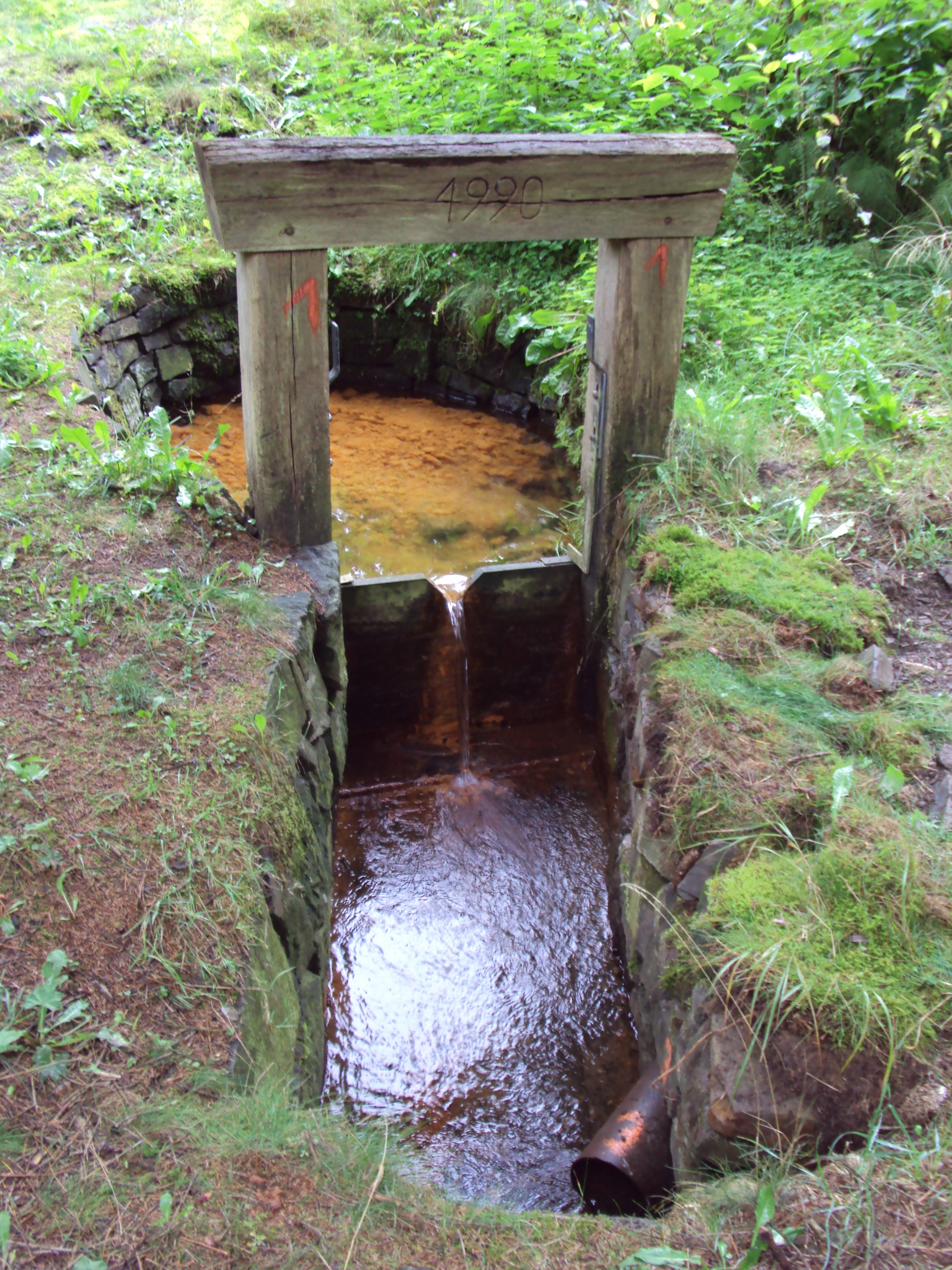
Widerwaage des Grundablasses Pixhaier Teich

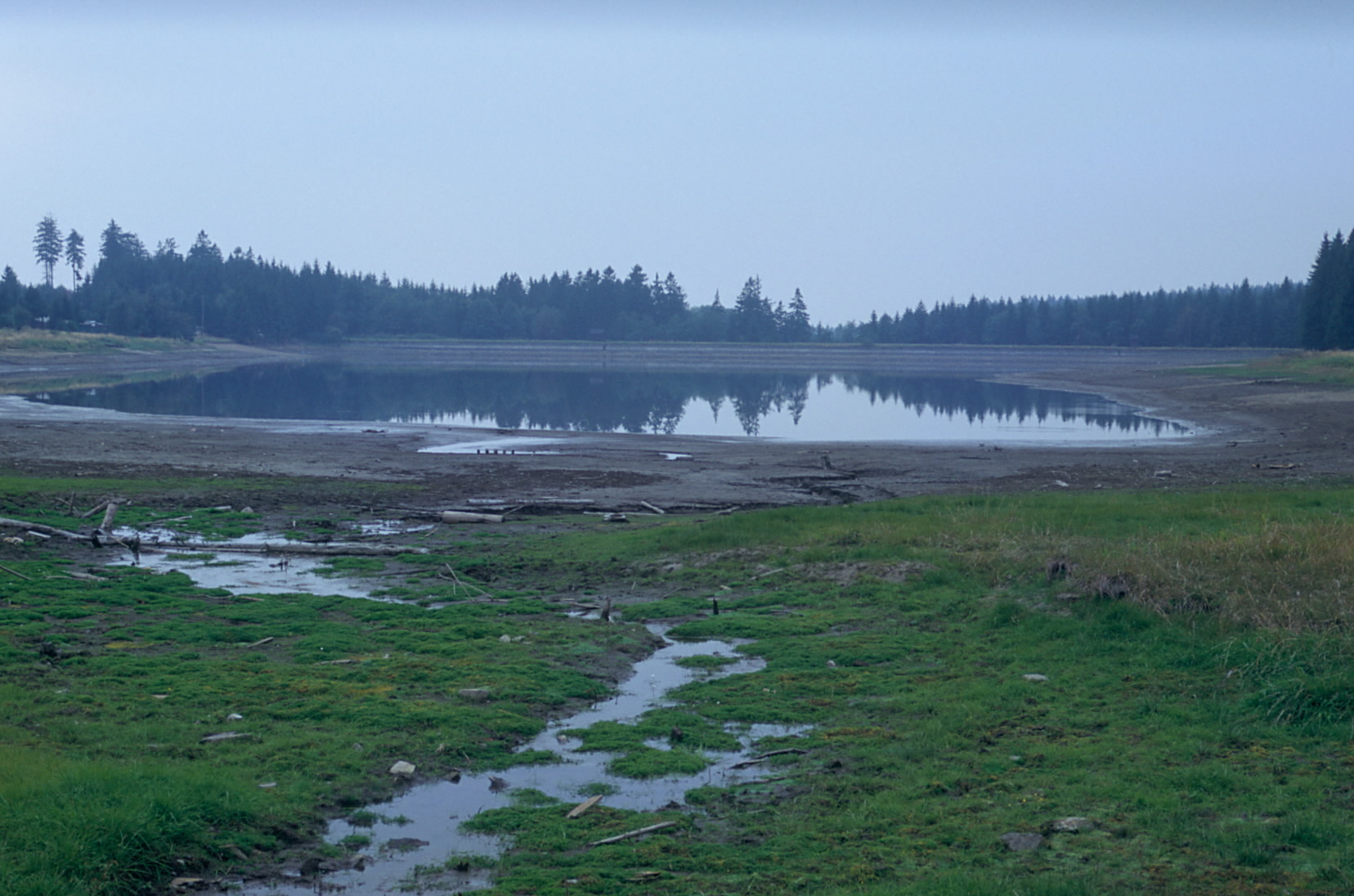
Pixhaier Teich im Zuge einer deutlichen Absenkung (2005)

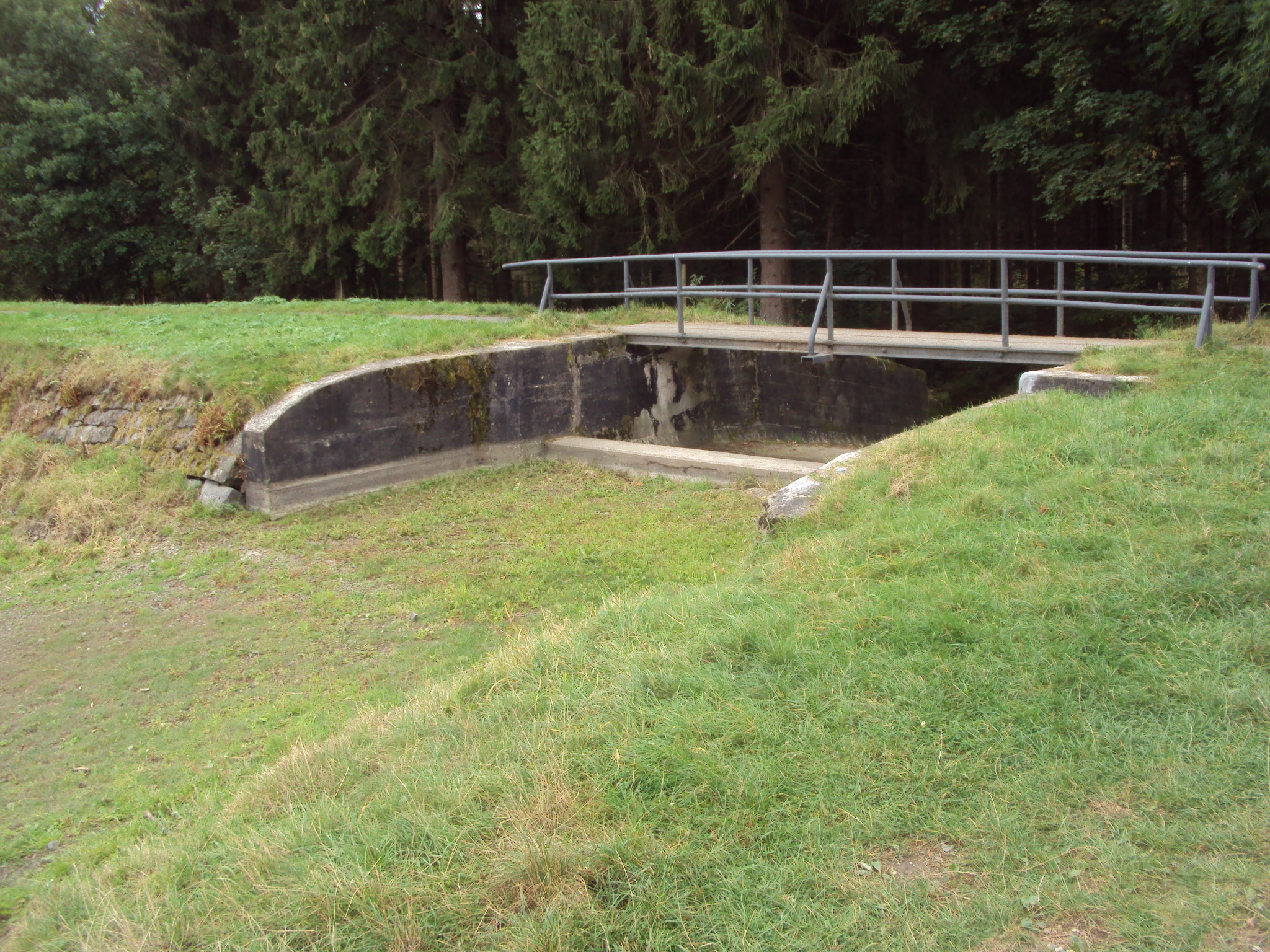
Hochwasserentlastungsanlage des Pixhaier Teiches

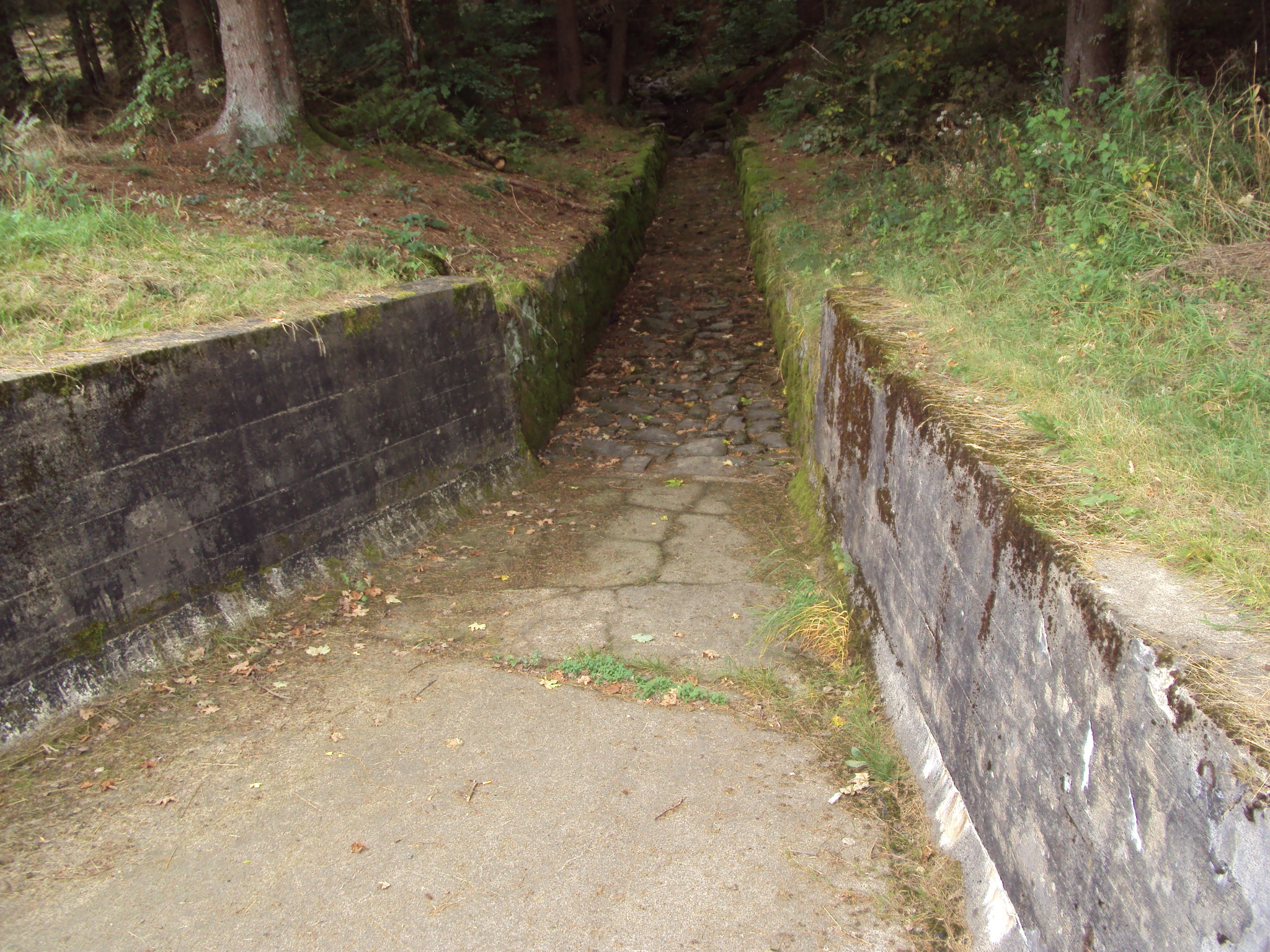
Schussrinne hinter der Ausflut des Pixhaier Teiches

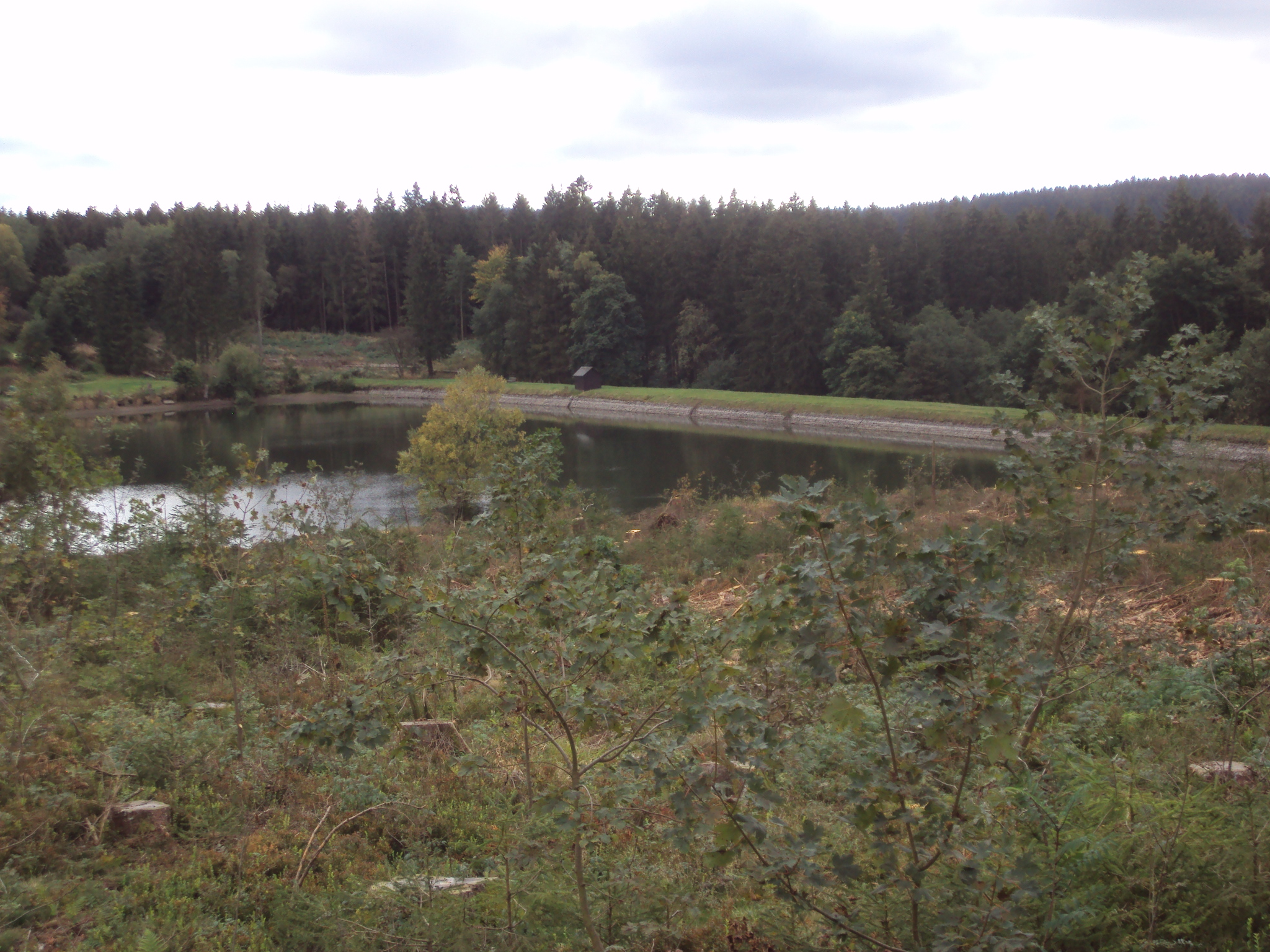
Pixhaier Teich Blick von Norden

Der Pixhaier Teich ist eine historische Stauanlage bei Clausthal-Zellerfeld. Er wurde im Zusammenhang mit dem Oberharzer Wasserregal von Oberharzer Bergleuten im 17. Jahrhundert angelegt und gehört zu den Oberharzer Teichen. Wie alle Bauwerke des Oberharzer Wasserregals ist auch der Pixhaier Teich seit dem Jahr 2010 Bestandteil des UNESCO-Weltkulturerbes Bergwerk Rammelsberg, Altstadt von Goslar und Oberharzer Wasserwirtschaft.

## Lage
Der Teich liegt etwa 2 Kilometer südlich von Clausthal-Zellerfeld und nordnordöstlich des Ortsteiles Buntenbock. Unterhalb befinden sich der Sumpfteich und der Prinzenteich. Im weiteren Fließweg befindet sich nach grob 15 Kilometern die Innerstetalsperre. Nur wenige hundert Meter westlich befindet sich der Schwarzenbacher Teich.

## Beschreibung
Der Staudamm wurde als Erdbauwerk, das heißt mit einer Erd- und Felsschüttung, erstellt. Dieses Dammschüttmaterial wurde örtlich gewonnen und ist von überwiegend steiniger Substanz. Die Dichtung besteht aus Rasensoden und verläuft entlang der wasserseitigen Böschung. Es handelt sich um einen Teich der „Alten Bauart“, der aber zu einem unbekannten Zeitpunkt im Bereich des Striegels Unterer Fall (vom Wasser aus gesehen linkes Striegelhaus) zur neuen Bauart mit Striegelschacht in Dammmitte umgebaut worden ist. Es gibt eine weitere, höher gelegene Entnahme, der Obere Fall, der vom nordwestlichen Striegelhaus aus bedient wird. Hier handelt es sich aber noch um die Alte Bauart, der Striegel am luftseitigen Dammfuß wird vom Striegelhaus hydraulisch bedient.
Bei der Hochwasserentlastungsanlage handelt es sich um Stahlbetonbauwerk vermutlich aus den 1950er Jahren.
Bemerkenswert ist der Obere Rosenhöfer Fall, der die luftseitige Böschung etwa auf halber Höhe parallel zu Dammkrone passiert. Er führt durch den Bärenbrucher Wasserlauf Wasser aus dem Bärenbrucher Teich heran. Das Auslaufmundloch liegt im Bereich des luftseitigen Dammfußes am linken (südöstlichen) Hang. Das Wasser wird entlang der Böschung auf einer Berme in einer Rohrleitung entlanggeführt, nimmt am nordwestlichen Ende noch das Wasser aus dem Oberen Fall des Pixhaier Teiches auf und führt das Wasser dann weiter in Richtung des 2,5 Kilometer weiter nordwestlich gelegenen Bergbaugebietes am Rosenhof.

## Bauwerkshistorie
Das Bauwerk wurde 1672 errichtet.
1947 wurde der Bärenbrucher Wasserlauf aufgefahren und der Damm um die Berme für die Wasserführung in Betonrohren verbreitert.
1981 erfolgte eine Dammerhöhung um bis zu 50 cm. Das Bruchsteinmauerwerk unterhalb der Ausflut wurde 1987 erneuert. Die Striegelwiderwaage unterer Fall wurde zuletzt 1990 neu konstruiert. Die Stegkonstruktion über die Ausflut musste 1996 abgerissen und neu, aber im gleichen Stil wieder betoniert werden. Als relativ große Maßnahme wurde 1999 der Teich komplett entleert und der Striegelschacht unterer Fall sowie die Holzgerenne einer Untersuchung unterzogen. Am Striegelschacht wurden die obersten 2,50 m Vollschrotzimmerung mit Robinienholz bergmännisch erneuert. Des Weiteren wurde ein Kunststoff-Brunnenrohr DN 175 in das abgängige hölzerne Auslaufgerenne eingeschoben. Bei dieser Gelegenheit wurde auch der Siebkasten (auch Striegelkasten genannt) am Einlauf zum Grundablass komplett erneuert.
Nachdem 2004 eine weitere Dammerhöhung zum Ausgleich vorangegangener Setzungen durchgeführt wurde, erfolgte im Jahr 2006 eine größere Sanierungsmaßnahme an der Dammdichtung. Hierzu wurde die Wellenschutzmauer auf 60 m Länge abgebaut, die dahinter liegende Dammdichtung freigelegt und eine neue Dichtung aus Ziegelton vor die vorhandene Dichtung gesetzt. Anschließend wurde die Wellenschutzmauer in Trockenmauerwerk wieder davor gesetzt. Saniert wurde nur der Bereich von der Dammkrone aus bis 2,50 m abwärts.

## Einzugsgebiet, Wasserwirtschaft
Das Einzugsgebiet des Pixhaier Teiches ist 1,22 km² groß und umfasst ausschließlich Wald- und Wiesenflächen, wobei die Wiesenflächen dominieren. In trockenen Sommermonaten ist die Verdunstung zusammen mit den Sickerwasserverlusten höher als der Zulauf, der Spiegel des Teich kann dann um einige Dezimeter absinken. Der Grundablass (Striegel) wird in der Regel nur zu Kontrollzwecken betätigt oder bei anstehenden Baumaßnahmen.
Die Anlage wird als „Öko-Teich“ betrieben: Der Teich hat am Nordwestufer einen seltenen Strandlingsbestand. Er wird daher alle zwei oder drei Jahre um etwa 1,5 bis 2,0 m abgesenkt, damit diese Strandlingspopulation auch künftig optimale Bedingungen vorfindet.
Zu Bergbauzeiten wurde das Wasser des Teiches vorzugsweise über den Oberen Fall in den Oberen Rosenhöfer Fall abgegeben, um den Bergwerken am Rosenhof Aufschlagwasser zu liefern.

## Sonstiges
Am südöstlichen Ufer befindet sich der Campingplatz „Prahljust“. Die dortigen Gäste nutzen den Teich zum Baden. Verträge oder Nutzungsrechte gibt es aber nicht. Auch vom nordwestlichen Ufer aus findet bei entsprechendem Sommerwetter reger Badebetrieb statt.
Fischereitechnisch ist der Teich an einen örtlichen Angelverein verpachtet. Er ist mit Barsch, Forellen, Karpfen und Schleie besetzt. Gastkarten können an mehreren Stellen erworben werden. Es handelt sich hier um ein nährstoffarmes, kühles Stillgewässer.